# Limnellia helmuti
Limnellia helmuti is een vliegensoort uit de familie van de oevervliegen (Ephydridae). De wetenschappelijke naam van de soort is voor het eerst geldig gepubliceerd in 1995 door Hollmann-Schirrmacher & Zatwarnicki.